# Bambú (película)
Bambú es una película española de 1945, del género comedia, dirigida por José Luis Sáenz de Heredia y protagonizada por Imperio Argentina, Luis Peña y Fernando Fernán Gómez. 

## Sinopsis
Alejandro (Luis Peña) es un joven compositor madrileño que, por un fracaso sentimental y profesional, decide ir voluntario a la guerra de Cuba. Allí establece amistad con Antonio (Fernando Fernán Gómez), convirtiéndose en amigos inseparables. Cuando ambos conocen a Bambú (Imperio Argentina), una indígena vendedora de frutas, entre ellos surgirá la rivalidad amorosa.

## Reparto
- Imperio Argentina - Bambú
- Luis Peña - Alejandro Arellano
- Fernando Fernán Gómez - Antonio
- Sara Montiel - Yoyita, la hija del gobernador
- Julia Lajos - Doña Matilde, la mujer del gobernador
- Alberto Romea - Don Jerónimo, el gobernador
- José María Lado - Padre de Bambú
- Fernando Fernández de Córdoba - Don Arturo, el indiano traidor
- Mary Lamar - Amiga de Alejandro en Madrid

## Premios y nominaciones
Primera edición de las Medallas del Círculo de Escritores Cinematográficos
| Categoría              | Nominación       | Resultado |
| ---------------------- | ---------------- | --------- |
| Mejor actor secundario | José María Lado  | Ganador   |
| Mejor música           | Ernesto Halffter | Ganador   |